# Erklärung der Hochschullehrer des Deutschen Reiches
Die Erklärung der Hochschullehrer des Deutschen Reiches wurde am 16. Oktober 1914 von über 3000 deutschen Hochschullehrern, also fast der gesamten Dozentenschaft der 53 Universitäten und Technischen Hochschulen Deutschlands, unterzeichnet. Sie folgte dem Manifest der 93 und rechtfertigte ähnlich diesem den Ersten Weltkrieg als Verteidigungskampf deutscher Kultur. Initiator und Verfasser war der klassische Philologe Ulrich von Wilamowitz-Moellendorff.

## Originaltext der Deklaration (ohne Unterschriften)
„Wir Lehrer an Deutschlands Universitäten und Hochschulen dienen der Wissenschaft und treiben ein Werk des Friedens. Aber es erfüllt uns mit Entrüstung, daß die Feinde Deutschlands, England an der Spitze, angeblich zu unsern Gunsten einen Gegensatz machen wollen zwischen dem Geiste der deutschen Wissenschaft und dem, was sie den preußischen Militarismus nennen. In dem deutschen Heere ist kein anderer Geist als in dem deutschen Volke, denn beide sind eins, und wir gehören auch dazu. Unser Heer pflegt auch die Wissenschaft und dankt ihr nicht zum wenigsten seine Leistungen. Der Dienst im Heere macht unsere Jugend tüchtig auch für alle Werke des Friedens, auch für die Wissenschaft. Denn er erzieht sie zu selbstentsagender Pflichttreue und verleiht ihr das Selbstbewußtsein und das Ehrgefühl des wahrhaft freien Mannes, der sich willig dem Ganzen unterordnet. Dieser Geist lebt nicht nur in Preußen, sondern ist derselbe in allen Landen des Deutschen Reiches. Er ist der gleiche in Krieg und Frieden. Jetzt steht unser Heer im Kampfe für Deutschlands Freiheit und damit für alle Güter des Friedens und der Gesittung nicht nur in Deutschland. Unser Glaube ist, daß für die ganze Kultur Europas das Heil an dem Siege hängt, den der deutsche „Militarismus“ erkämpfen wird, die Manneszucht, die Treue, der Opfermut des einträchtigen freien deutschen Volkes.“

## Reaktion
Über 100 Gelehrte des Auslands reagierten auf die Positionen der deutschen Hochschullehrerschaft mit einer Antwort an die deutschen Professoren, die in der New York Times am 21. Oktober 1914 erschien.

## Unterzeichner (Auswahl)
Das vollständige Verzeichnis der Unterzeichner findet sich nach wissenschaftlichen Institutionen geordnet im Anschluss an den Text der Erklärung bei Wikisource (siehe unten unter Weblinks)
- Robert Albert
- Gustav Aubin
- Bruno Baumgärtel
- Franz Berghoff-Ising
- Max Born
- August von Brandis[4]
- Otto Büttner
- Arthur Cohen
- Otto Dieffenbach
- Hermann Diels
- Paul Ehrlich
- Eduard Firmenich-Richartz
- Gottlob Frege
- Hans Wilhelm Carl Friedenthal
- Moritz Fünfstück
- Kurt Albert Gerlach
- Ernst Haeckel
- David Hilbert
- Otto Hahn
- Edmund Husserl
- Karl Jaspers
- Albert Jesionek
- Carl Kassner
- Friedrich Keutgen
- Max von Laue
- Gerhard Alexander Leist
- Franz von Liszt
- Felix Lommel
- Paul Ludewig
- Paul Maas
- Werner Magnus
- Hugo von Marck
- Martin Möbius
- Max Nordhausen
- Karl Oldenberg
- Franz Oppenheimer
- Bernhard Osann
- Balduin Penndorf
- Albert Otto von Pflugk
- Max Planck
- Gustav Radbruch
- Adolf Remelé
- Victor Röhrich
- Heinrich Rubens
- Dietrich Schäfer
- Moritz Schlick
- Ansgar Schoppmeyer
- Frank Schwarz
- Lothar von Seuffert
- Otto Stählin
- Ferdinand Tönnies
- Hermann Triepel
- Veit Valentin
- Jan Versluys
- Karl Vossler
- Reinhold von Walther
- Emil Warburg
- Arved Ludwig Wieler
- Richard Willstätter
- Wilhelm Wundt
- Erich Zurhelle